# Plevel
Plevel je v agronomiji oznaka za rastlino, ki raste na rastišču, na katerem z vidika človekove rabe tal ni zaželena. Praviloma je rastišče tako, ki ga je človek prilagodil za svoje potrebe in na njem goji kulturne rastline, spremenjeni pogoji pa ustrezajo tudi divji rastlini, ki se je tja razširila po naravni poti ali kot nenačrtna primes posevku. Da si prisluži oznako »plevel«, mora v znatni meri kvarno vplivati na rabo, kar je povsem odvisno od okoliščin. Obstajajo celo rastline, ki so v eni fazi kolobarjenja koristne, v drugi pa plevel. Takšna je denimo trava toga ljuljka, ki jo v Avstraliji gojijo za pašo in utrjevanje zemlje, ko je ista njiva zasajena s pšenico, pa ovira pridelovanje. Plevel je torej rastlina, ki:
- naseli spremenjen habitat,
- se izvorno ne pojavlja kot del združbe v tem habitatu,
- je lokalno pogosta in
- nima vrednosti za človeka in hkrati ovira načrtovano rabo rastišča.[3]

Rabo rastišča lahko pleveli ovirajo na različne načine, spet odvisno od vrste in drugih okoliščin:
- predstavljajo konkurenco kulturnim rastlinam za prostor, vodo in hranila
- predstavljajo zatočišče za druge škodljivce
- njihova semena se pomešajo s spravljenimi semeni kulturne rastline in tako zmanjšajo kakovost pridelka
- pleveli na pašnikih škodijo zdravju živine ali poškodujejo živalske pridelke (npr. volno)
- pletje oziroma ločevanje semen predstavlja strošek
- ovirajo tok vode v namakalnih sistemih
- škodijo človeškemu zdravju
- s preraščanjem ovirajo rabo površin za promet ali rekreacijo[2]

Po drugi strani lahko nekateri pleveli posredno pripomorejo k rasti kulturnih rastlin ali so uporabni na druge načine (užitni, zdravilni, privabljajo koristne žuželke ipd.), a je ta vpliv težko ovrednotiti, zato je običajno slabše prepoznan.
Oznaka v botanični taksonomiji nima pomena; za »plevel« imamo številne nesorodne rastlinske vrste, ki večinoma spadajo med kritosemenke, a je tudi med golosemenkami in praprotnicami nekaj predstavnikov. Hkrati obstajajo primeri, ko je v istem rodu ena vrsta koristna, druga pa plevel.